# ジョン・トラヴァース・ウッド
ジョン・トラヴァース・ウッド(John Travers Wood, 1878年11月25日– 1954年11月2日)は、アメリカ合衆国の医師、政治家。所属政党は共和党。連邦下院議員(アイダホ州1区)を1期務めた。

## 経歴
ウッドはグレートブリテン及びアイルランド連合王国のウェスト・ヨークシャー州ウェイクフィールドで生まれ、1889年に家族とともに渡米した。一家はノースダコタ州ウッドブリッジに住み、1901年に市民権を取得した。パブリックスクールを卒業後、5年間教職に就き、デトロイト医科大学(現在のウェイン州立大学医学部)に入学。同大卒業後はノースダコタ州ハナーで医院を開業した。
医師としては、コー・ダリーンにCoeur d'Alene Hospital Companyを開業し、1910年から40年間にわたってミルウォーキー鉄道で外科医として務めた。1911年、コー・ダリーン市長に就任し、第一次世界大戦中はアメリカ陸軍医療隊で中尉を務めた。
1950年、当時72歳だったウッドはアイダホ州第1選挙区から下院議員選挙で当選。1期の任期を務めたが、グレーシー・ポストに敗れた。在任中には米国国旗委員会で、国際連合の憲章がソ連の憲法に似ていることを理由に、国際連合への不信感を述べた。1954年に死去。

### 選挙結果
| 年     | 民主党             | 票数   | 得票率 |                | 共和党 | 票数  | 得票率 |
| ------ | ------------------ | ------ | ------ | -------------- | ------ | ----- | ------ |
| 1950年 | グレーシー・ポスト | 41,040 | 49.5%  | ジョン・ウッド | 41,823 | 50.5% |        |
| 1952年 | グレーシー・ポスト | 54,725 | 50.3%  | ジョン・ウッド | 54,134 | 49.7% |        |